# Stazione di Malborghetto
La stazione di Malborghetto era una stazione ferroviaria in provincia di Udine, posta sul vecchio tracciato della ferrovia Pontebbana, ora dismesso.

## Storia
La stazione di Malborghetto venne raggiunta della ferrovia Pontebbana nell'11 ottobre 1879 insieme al tronco Pontebba-Tarvisio.
Esercitò regolare servizio fino al 12 dicembre 1999.
Nel 2005, a seguito della dismissione della stazione e del tratto dove era posta, avvenuta nel 1999, si è ricavato dall'ex sedime ferroviario un tratto della ciclovia Alpe Adria.

## Strutture e impianti
Era composta da un fabbricato viaggiatori e dal solo binario di circolazione.